# Андрю Марвел
Андрю Марвел (на английски: Andrew Marvell, 31 март 1621 – 16 август 1678) е английски поет-метафизик и привърженик на парламента. Като поет-метафизик Марвел често е свързван с Джон Дън и Джордж Хърбърт. Той и Джон Милтън са приятели в колежа.

## Биография
Марвел е роден в Уайнстед, Източен Йоркшър в близост до град Кингстън ъпон Хъл. Семейството му се мести в този град, когато баща му е назначен за лектор в тамошната църква „Света Троица“. Поетът получава образованието си в училището в града. Днес средно училище в Кигстън-ъпон-Хал е наречено в чест на Марвел.
Най-известните стихотворения на Андрю Марвел включват „На неговата свенлива любима“ (To His Coy Mistress), „Градината“ (The Garden), „Хорациева ода за завръщането на Кромуел от Ирландия“ (An Horatian Ode upon Cromwell's Return from Ireland) и поемата „За къщата на Апълтън“ (Upon Appleton House), в която, както повеляват тогавашните обичаи, се възхвалява приятел (или патрон) чрез богато описание на имението му в провинцията.

### Стихотворения
- The First Anniversary of the Government Under His Highness the Lord Protector. 1655.
- The Character of Holland. 1665.
- Clarendon's House Warming. 1667.
- Dialogue Between Two Horses. 1675.
- Advice to a Painter. 1678.
- Miscellaneous Poems. 1681.
- A Collection of Poems on Affairs of State. 1689.
- To his coy mistress. 1681.

### Проза
- The Rehearsal Transpros'd. 1672.
- Mr. Smirke. 1676.
- An Account of the Growth of Popery, and Arbitrary Government in England. 1678.
- Remarks Upon a Late Disingenuous Discourse. 1678.

## За него
- Elizabeth Story Donno (ред.), Andrew Marvell: The Critical Heritage. Routledge Kegan, London 1978, ISBN 0-7100-8791-8
- John Dixon Hunt, Andrew Marvell: His Life and Writings. Cornell University Press, Cornell (New York) 1978, ISBN 0-8014-1202-1.
- Michael Craze, The Life and Lyrics of Andrew Marvell. Macmillan, London 1979, ISBN 0-333-26250-6.
- Patsy Griffin, The Modest Ambition of Andrew Marvell. A study of Marvell and his relation to Lovelace, Fairfax, Cromwell, and Milton. University of Delaware Press, Newark 1995, ISBN 0-87413-561-3.
- Robert H. Ray (ред.): An Andrew Marvell Companion. Garland, New York 1998, ISBN 0-8240-6248-5.
- Nicholas Murray, World Enough and Time. The Life of Andrew Marvell. Little, Brown, London 1999, ISBN 0-316-64863-9.
- Nigel Smith, Andrew Marvell: the chameleon. Yale Univ. Press, New Haven. 2010, ISBN 978-0-300-11221-4.